# Jacqueline Laurence
Jacqueline Juliette Laurence (Marselha, 10 de outubro de 1932 — Rio de Janeiro, 17 de junho de 2024) foi uma atriz francesa radicada no Brasil. Era irmã do jornalista Michel Laurence.

## Biografia
Jacqueline veio para o Brasil ainda adolescente, acompanhando o pai que era jornalista. Entre 1955 e 1957, participou da primeira turma da FBT (Fundação Brasileira de Teatro), ingressando posteriormente em O Tablado e A Comunidade.
Depois de passar quase toda sua carreira na Rede Globo e na Rede Manchete, em 2010 foi contratada pela Rede Record para atuar em apenas uma telenovela Ribeirão do Tempo. Sua passagem pela emissora foi breve. Logo em 2011, assinou um novo contrato com a Rede Globo, para atuar na telenovela Aquele Beijo, de Miguel Falabella
Seu último papel na televisão foi uma participação como Gracita, avó da protagonista Kyra (Vitória Strada), na telenovela Salve-se Quem Puder, de 2020. Sua personagem teria uma função maior na trama mas, devido à pandemia de COVID-19 que interrompeu a exibição das novelas, sua personagem acabou desaparecendo.
Morreu em 17 de junho de 2024, no Hospital Municipal Miguel Couto, no Rio de Janeiro, devido a uma parada cardíaca.

## Filmografia

### Televisão
| Ano  | Título                    | Papel                  | Nota                                                                | Emissora          |
| ---- | ------------------------- | ---------------------- | ------------------------------------------------------------------- | ----------------- |
| 1972 | Uma Rosa com Amor         | Alzira                 |                                                                     | Rede Globo        |
| 1978 | Dancin' Days              | Solange                |                                                                     | Rede Globo        |
| 1980 | Água Viva                 | Clarice                |                                                                     | Rede Globo        |
| 1980 | As Três Marias            | Alzira                 |                                                                     | Rede Globo        |
| 1982 | Sétimo Sentido            | Célia                  |                                                                     | Rede Globo        |
| 1983 | Guerra dos Sexos          | Mireille               |                                                                     | Rede Globo        |
| 1984 | Marquesa de Santos        | Baronesa de Goytacazes |                                                                     | Rede Manchete     |
| 1985 | Antônio Maria             | Catarina               |                                                                     | Rede Manchete     |
| 1985 | Tudo em Cima              | Roberta Landi          |                                                                     | Rede Manchete     |
| 1986 | Cambalacho                | Dominique              |                                                                     | Rede Globo        |
| 1986 | Dona Beija                | Madame Constance       | Episódios: "10–13 de abril"                                         | Rede Manchete     |
| 1987 | Bambolê                   | Charlotte de Pomp      |                                                                     | Rede Globo        |
| 1988 | Grupo Escolacho           | Várias personagens     |                                                                     | Rede Globo        |
| 1989 | Top Model                 | Simone Bourier         |                                                                     | Rede Globo        |
| 1990 | Brasileiras e Brasileiros | Antoniette             |                                                                     | SBT               |
| 1990 | Delegacia de Mulheres     | Marie                  | Episódio: "Em Defesa da Honra"                                      | Rede Globo        |
| 1991 | O Dono do Mundo           | Zoraide                |                                                                     | Rede Globo        |
| 1992 | Você Decide               | Rosana                 | Episódio: "Prova Final"                                             | Rede Globo        |
| 1994 | Confissões de Adolescente | Madame Renée           | Episódio: "Liberdade Tem Limite" Episódio: "Despertar da Primavera" | TV Cultura        |
| 1994 | Incidente em Antares      | Solange                |                                                                     | Rede Globo        |
| 1994 | Você Decide               | —                      |                                                                     | Rede Globo        |
| 1996 | Salsa e Merengue          | Eglantine              |                                                                     | Rede Globo        |
| 1997 | Sai de Baixo              | Adelaide               | Episódio: "Os Ricos Também Roubam"                                  | Rede Globo        |
| 1999 | Você Decide               | —                      | Episódio: "Dublê de Socialite"                                      | Rede Globo        |
| 1999 | Mulher                    | Josefine Marques       | Episódio: "Lugar ao Sol"                                            | Rede Globo        |
| 2001 | As Filhas da Mãe          | Margot de Montparnasse |                                                                     | Rede Globo        |
| 2004 | Da Cor do Pecado          | Viúva de Almeidinha    | Participação Especial                                               | Rede Globo        |
| 2005 | Senhora do Destino        | Evangelina             | Episódios: "3–4 de janeiro"                                         | Rede Globo        |
| 2005 | A Lua Me Disse            | Emelyne Junot (Memé)   |                                                                     | Rede Globo        |
| 2006 | Cobras & Lagartos         | Fanny Tilde (Tidinha)  |                                                                     | Rede Globo        |
| 2007 | Desejo Proibido           | Romilda                |                                                                     | Rede Globo        |
| 2007 | Malhação                  | Maria Pia              |                                                                     | Rede Globo        |
| 2007 | Toma Lá, Dá Cá            | Geneviève Dassoin      | Episódio: "Quem Muito se Abaixa..."                                 | Rede Globo        |
| 2008 | Água na Boca              | Françoise Cassoulet    |                                                                     | Rede Bandeirantes |
| 2009 | Toma Lá, Dá Cá            | Geneviève Dassoin      | Episódio: "As Duas Faces de Celinha"                                | Rede Globo        |
| 2010 | Ribeirão do Tempo         | Eleonora Durrel        |                                                                     | Rede Record       |
| 2011 | Aquele Beijo              | Mirta Lemos de Sá      |                                                                     | Rede Globo        |
| 2015 | Babilônia                 | Simone Lauzier         |                                                                     | Rede Globo        |
| 2020 | Salve-se Quem Puder       | Gracita Romantini      | Participação Especial                                               | Rede Globo        |

### Cinema
| Ano  | Título                      | Papel           |
| ---- | --------------------------- | --------------- |
| 1967 | O Mundo Alegre de Helô      | Enfermeira      |
| 1970 | Parafernália, o Dia da Caça | Instrutora      |
| 1977 | Gente Fina É Outra Coisa    | Matilde         |
| 1978 | A Batalha dos Guararapes    |                 |
| 1978 | Nos Embalos de Ipanema      | Mãe de Patrícia |
| 1982 | Menino do Rio               | Daise           |
| 1988 | Natal da Portela            |                 |
| 1990 | Sonho de Verão              | Ilma            |
| 1991 | Estação Aurora              | Avó             |
| 1994 | Veja Esta Canção            | Tia Carmen      |
| 1994 | Dente Por Dente             | Dona Nair       |
| 1995 | Butterfly                   |                 |
| 2008 | Polaróides Urbanas          | Renée           |
| 2020 | Jovens Polacas              | Sra. Mira       |

## Teatro

### Como atriz
| Ano     | Título                                    | Autor                     |
| ------- | ----------------------------------------- | ------------------------- |
| 1958    | O Jubileu                                 | Anton Tchekhov            |
| 1961    | O Mal Entendido                           | Albert Camus              |
| 1962    | O Médico à Força                          | Molière                   |
| 1963    | A Menina e o Vento                        | Maria Clara Machado       |
| 1963    | Barrabás                                  | Michel de Ghelderode      |
| 1965    | A Dama do Maxim's                         | Georges Feydeau           |
| 1966    | As Interferências                         | Maria Clara Machado       |
| 1966    | Um Pouco de Loucura Não faz Mal a Ninguém | Michel André              |
| 1969    | A Construção                              | Altimar Pimentel          |
| 1970    | Agamêmnon                                 | Ésquilo                   |
| 1970    | O Cemitério de Automóveis                 | Fernando Arrabal          |
| 1971    | O Marido vai à Caça                       | Georges Feydeau           |
| 1973    | O Interrogatório                          | Peter Weiss               |
| 1974    | O Amante de Madame Vidal                  | Louis Verneuil            |
| 1976    | Bric-a Brac                               | Jean Tardieu              |
| 1976    | Síndica, Qual é a Tua?                    | Luiz Carlos Góes          |
| 1976–77 | Gata em Teto de Zinco Quente              | Tennessee Williams        |
| 1978    | O Doente Imaginário                       | Molière                   |
| 1979    | A Calça                                   | Carl Sternheim            |
| 1980    | Os Orfãos de Jânio                        | Millôr Fernandes          |
| 1981–82 | As Criadas                                | Jean Genet                |
| 1981–82 | Madame de Sade                            | Yukio Mishima             |
| 1983    | A Amante Inglesa                          | Marguerite Duras          |
| 1984    | O Banquete                                | Mário de Andrade          |
| 1985    | Tupã, a Vingança                          | Mauro Rasi                |
| 1986    | Ação entre Amigos                         | Márcio Souza              |
| 1992    | No Coração do Brasil                      | Miguel Falabella          |
| 1996    | Seria Trágico se não fosse Cômico         | Friedrich Dürrenmatt      |
| 1998    | A Profissão da Senhora Warren             | Bernard Shaw              |
| 2007    | As Eruditas                               | Molière                   |
| 2007    | O Marido Ideal                            | Oscar Wilde               |
| 2011    | A Escola do Escândalo                     | Richard Brinsley Sheridan |
| 2024    | Toulouse: Meu Lugar É Aqui, Montmartre    | Fátima Valença            |

### Como diretora
| Ano  | Título                                  | Autor                                 |
| ---- | --------------------------------------- | ------------------------------------- |
| 1984 | Esperando Godot                         | Samuel Beckett                        |
| 1988 | As Sereias da Zona Sul                  | Miguel Falabella Vicente Pereira      |
| 1991 | Greta Garbo, Quem Diria Acabou no Irajá | Fernando Mello                        |
| 1994 | Louro, Alto, Solteiro, Procura          | Miguel Falabella Maria Carmem Barbosa |
| 1995 | Dias Felizes                            | Samuel Beckett                        |
| 2011 | Chopin & Sand: Romance sem Palavras     | Walter Daguerre                       |
| 2013 | Piquenique no Front                     | Fernando Arrabal                      |
| 2018 | Isaura Garcia - O Musical               | Júlio Fischer                         |

## Prêmios e Indicações
| Ano  | Premiação                        | Categoria                | Nomeação            | Resultado |
| ---- | -------------------------------- | ------------------------ | ------------------- | --------- |
| 1971 | —                                | Melhor Atriz Coadjuvante | O Marido vai à Caça | Venceu    |
| 1982 | Troféu Mambembe                  | Melhor Atriz             | Madame de Sade      | Venceu    |
| 1982 | Troféu Mambembe                  | Melhor atriz             | As Criadas          | Venceu    |
| 1985 | Prêmio Molière                   | Melhor Atriz             | Tupã, a Vingança    | Venceu    |
| 2020 | Festival Sesc de Melhores Filmes | Melhor Atriz Nacional    | Jovens Polacas      | Indicada  |